# Yip Man
Pour les articles homonymes, voir Ip Man (homonymie).
Dans ce nom chinois, le nom de famille, Yip, précède le nom personnel Man.
Yip Man ou Ip Man (chinois traditionnel : 葉問, chinois simplifié : 叶问, pinyin : yè wèn ; cantonais Jyutping : jip man), ou Yip Kai-man (葉繼問) est un grand maître chinois de wing chun, art martial chinois.
En mandarin, il est transcrit en pinyin sous la forme « Yè Wèn ». Cette différence reflète les usages régionaux de transcription en Chine du Sud, notamment à Hong Kong et Foshan.
Il a étudié le wing chun auprès de Chan Wah-shun, Ng Chung-sok et Leung Bik. Il a fondé à Foshan un centre de formation aux arts martiaux, aujourd’hui transformé en musée. Plus tard, il a tenu des écoles à Hong Kong. Il est l'un des maîtres de Bruce Lee. Il était surnommé le petit chinois féroce. Yip Man est souvent crédité pour avoir systématisé et structuré l’enseignement du wing chun, contribuant à en faire un style martial plus accessible, avec une progression claire (formes, chi sao, applications). Grâce à la notoriété de son élève Bruce Lee, puis à la série de films Ip Man avec Donnie Yen, l’héritage martial de Yip Man a gagné une reconnaissance mondiale, conduisant à une augmentation significative du nombre d’écoles de wing chun à l’international à partir des années 2000.

## Biographie
Yip Kai-man (son nom de naissance) est né le 1er octobre 1893 dans le quartier Sanghuan (桑园), à Foshan (sud-est de la Chine), dans le clan Yip (葉) de l'ethnie hakka. Il a pour parents Yip Oi-dor et Ng Shui. Yip a grandi dans une famille aisée de commerçants, et a reçu une éducation traditionnelle chinoise empreinte des préceptes du confucianisme. Son frère aîné est Yip Kai-Gak, sa sœur aînée Yip Wan-mei et sa sœur cadette Yip Wan-Hum.

### Jeunesse
Yip Man débuta l'apprentissage du wing chun à 9 ans, auprès de Chan Wah-shun, qui résidait dans le temple du clan, au centre de la propriété familiale. Il fut le dernier élève du maître, celui-ci l'ayant accepté à l'âge de 70 ans. En raison de la vieillesse de son maître, Yip pratiqua essentiellement auprès de Ng Chung-sok (second plus ancien disciple) et Lui Yu-chai. Chan mourut trois ans après le début de la formation de Yip. Dans ses dernières volontés, il aurait invité Ng à continuer son enseignement auprès de Yip.
À 15 ans, Yip déménagea à Hong Kong, avec l'aide d'un parent, Leung Fut-ting. Un an plus tard, il fréquenta le St. Stephen's College, une école secondaire pour les familles aisées et les étrangers vivant à Hong Kong. Lors d'un incident durant sa période d'études, Yip intervint après avoir vu un agent de police étranger battre une femme. L'agent tenta d'attaquer Yip, mais Yip le terrassa, puis s'enfuit à l'école avec son camarade de classe. Plus tard, son camarade confia cet évènement à un vieil homme vivant dans son immeuble. Yip fut ainsi invité à rencontrer cet homme, Leung Bik, fils de Leung Jan (maître de Chan Wah-shun). Dans un échange d'assauts amicaux, Yip se fit terrasser. Il continua par la suite à apprendre le wing chun, auprès de Leung Bik, découvrant notamment les techniques sophistiquées et les applications théoriques.
À 24 ans, Yip retourne à Foshan. Il rejoint l'armée du parti nationaliste chinois (Kuomintang) durant la seconde guerre sino-japonaise, puis occupe pendant quelques années les fonctions de capitaine des patrouilles de police de Foshan. Il enseigne le wing chun à plusieurs de ses subordonnés, parents et amis, sans ouvrir d'école d'arts martiaux. Certains de ses élèves les plus connus sont Chow Kwong-yue (周光裕), Kwok Fu (郭富), Lun Kah (伦佳), Chan Chi-sun (陈志新) et Lui Ying (吕应). Parmi eux, Chow Kwong-yue était considéré comme le meilleur, mais il s'est finalement consacré au commerce et a cessé de pratiquer les arts martiaux. Kwok Fu et Lun Kah continuèrent à enseigner par la suite. Chan Chi-sun et Lui Ying déménagèrent plus tard à Hong Kong, mais aucun d'entre eux n'accepta d'étudiant. Yip vécut avec Kwok Fu au cours de la seconde guerre sino-japonaise, et ne revint à Foshan qu'après la guerre, où il poursuivit sa carrière comme agent de police.
En 1949, à l'établissement de la république populaire de Chine par les communistes, Yip âgé de 56 ans, craignant des représailles en raison de ses anciennes fonctions officielles dans l'armée nationale et la police, quitta définitivement Foshan. Il s'installa à Macao, puis à Hong Kong.

### Vie à Hong Kong
Yip est connu pour être un consommateur régulier d'opium, se fournissant au marché noir,. Le coût de l'opium était considéré comme élevé à cette époque, et Yip avait besoin d'une source fiable de revenu à Hong Kong pour se payer de l'opium et pour aider les membres de sa famille vivant encore à Foshan. Selon son ancien élève Duncan Leung, ce serait pour ces motifs que Yip aurait ouvert une école d'arts martiaux à Hong Kong. Initialement, la rentabilité était médiocre, les étudiants de Yip ne restant généralement que quelques mois. Il déménagea son école deux fois, à Hoi An Tan Street (海坛街) dans le quartier Sham Shui Po, puis à Lee Tat Street (利达街) dans le quartier Yau Ma Tei. À partir de cette période, certains de ses élèves avaient atteint la maîtrise du wing chun et commencèrent à ouvrir leur propre école. Les victoires de certains de ses élèves dans des combats de rue ou des confrontations martiales renforcèrent la réputation de l'enseignement de Yip. Le 24 août 1967, Yip et certains de ses élèves établirent la Ving Tsun Athletic Association (香港詠春拳體育會).

### Mort et héritage
Yip mourut le 2 décembre 1972, d'un cancer de la gorge, lié à son tabagisme.
Yip laissa un énorme héritage pour le wing chun, qui s'étend maintenant à travers le monde et est devenu l'un des arts martiaux chinois les plus pratiqués. Certains de ses élèves les plus connus sont : Bruce Lee, Lun Gai, Gwok Fu, Leung Sheung (梁相), Lok Yiu (駱耀), Chu Chong-tin (徐尚田), Wong Shun-leung (黃淳樑),Ng Chan , Wang Kiu (王喬), Yip Bo-ching (fils de Yip Man), Yip Hok-chun (fils de Yip Man), William Cheung, Hawkins Cheung, Lo Man-kam (neveu de Yip Man), Wong Long, Wong Chok, Law Bing, Lee Shing, Ho Kam-Ming, Moy Yat, Duncan Leung, Derek Fung (Fung Ping Bor), Chris Chan (陳成 Chan Shing), Victor Kan, Stanley Chan, Chow Tze-chuen, Tam Lai, Lee Che-kong, Leung Ting. En France, son enseignement est passé par des maîtres comme Dan Schwarz.
Yip a également laissé derrière lui une histoire écrite de wing chun, dont l'exactitude historique est débattue. Il a filmé trois des cinq formes martiales du wing chun avant sa mort. De nombreux objets ayant appartenu à Yip sont exposés au musée Yip Man Tong de Foshan.

## Lignée martiale
« 先祖嚴詠春氏，原籍廣東，少而聰穎，行動矯捷，磊落有丈夫氣，許字福建鹽商梁博儔。 — Yip Man»
« La fondatrice est Yim Wing-chun, native du Guangdong, qui était petite et perspicace, agile et vigoureuse, loyale et fidèle, qui avait pour fiancé Leung Bok-chau, un marchand de sel du Fujian. » (traduction libre)
Voici la lignée martiale de Yip Man, selon l'un de ses propres manuscrits Source de la branche wing chun (詠春拳派源流), texte non publié de son vivant, rédigé vers 1965-1966 comme introduction d'une future « Association de wing chun » :
- Ng Mui, moniale Shaolin
- Yim Wing-chun
- Leung Bok-chau (梁博儔), mari de Yim Wing Chun
- Leung Lan-kwai
- Wong Wah-bo, qui apprit le bâton à Leung Yee-tei
- Leung Yee-tei, qui ajouta la forme du bâton apprise de Wong Wah-bo
- Leung Jan
- Chan Wah-shun
- Yip Man, qui apprit également de Ng Chung-sok et Leung Bik (梁璧)

## Adaptations cinématographiques
La vie de Yip Man a servi d'inspiration à des films de kung-fu, en partie biographiques :
- Dragon, l'histoire de Bruce Lee (1993) avec Jason Scott Lee dans le rôle-titre, et Luoyong Wang dans le rôle de Yip Man.

Ip Man interprété par Donnie Yen (2008-2019)
Tétralogie réalisée par Wilson Yip et interprété par Donnie Yen :
- Ip Man (2008)
- Ip Man 2  (2010)
- Ip Man 3 (2015[11])
- Ip Man 4 : Le dernier combat (2019)

Ip Man interprété par Dennis To (2010-2020)
- Ip Man : La légende est née (The Legend is Born: Ip Man, 2010) de Herman Yau.
- Ip Man Kung Fu Master - Les origines (2020) de Liming Li.

Ip Man interprété par Tony Leung Chiu-wai
- The Grandmaster (2013) de Wong Kar-wai

Ip Man interprété par Anthony Wong Chau-sang
- Ip Man: The Final Fight (2013) de Herman Yau

Ip Man interprété par Zhao Wenhao
- IP Man : Naissance d'un combattant (2022) de Liming Li

Le personnage de Yip Man apparaît également dans des films basés sur la vie de Bruce Lee, ou dans la série télévisée chinoise La Légende de Bruce Lee (The Legend of Bruce Lee) (2008).
On notera aussi l'interprétation de Yuen Biao dans le film Prodigal Son qui suit Leung Jan sous l'égide de ses maîtres Leung Yee Tai interprété par Lam Ching-ying et Wan wah-Bo interprété par Sammo Hung. Ces Maîtres sont les élèves de Ng Mui et auront comme élève le Maître Yip Man